# Kościół św. Marii Magdaleny w Szczutowie
Kościół Świętej Marii Magdaleny – rzymskokatolicki kościół parafialny należący do parafii pod tym samym wezwaniem (diecezja płocka, dekanat sierpecki).
Obecna świątynia została wzniesiona zapewne w XVIII wieku. Następnie została gruntownie przebudowana w 2. połowie XIX wieku. Jest to budowla drewniana, posiadająca konstrukcję zrębową, oszalowana, charakteryzuje się ostrołukowymi oknami nawiązującymi do stylu gotyckiego kojarzącego się z architekturą sakralną. We wnętrzu ściany są wzmocnione pionowymi lisicami uformowanymi w formie pilastrów. Polichromia świątyni została wykonana w 1965 roku przez Antoniego Rochowicza. W zwieńczeniu fasady znajduje się krucyfiks z XVI lub początku XVII wieku. W nowym ołtarzu głównym nawiązującym do architektury barokowej jest umieszczony obraz Matki Bożej Częstochowskiej z 1764 roku ozdobiony srebrną koroną i suknią. Zasłania go obraz św. Marii Magdaleny namalowany w 1895 roku przez Stanisława Zarzeckiego, który jest kopią obrazu Szymona Czechowicza. Z elementów wyposażenia można wyróżnić krucyfiks ludowy wykonany w XIX wieku oraz starą granitową kropielnicę.

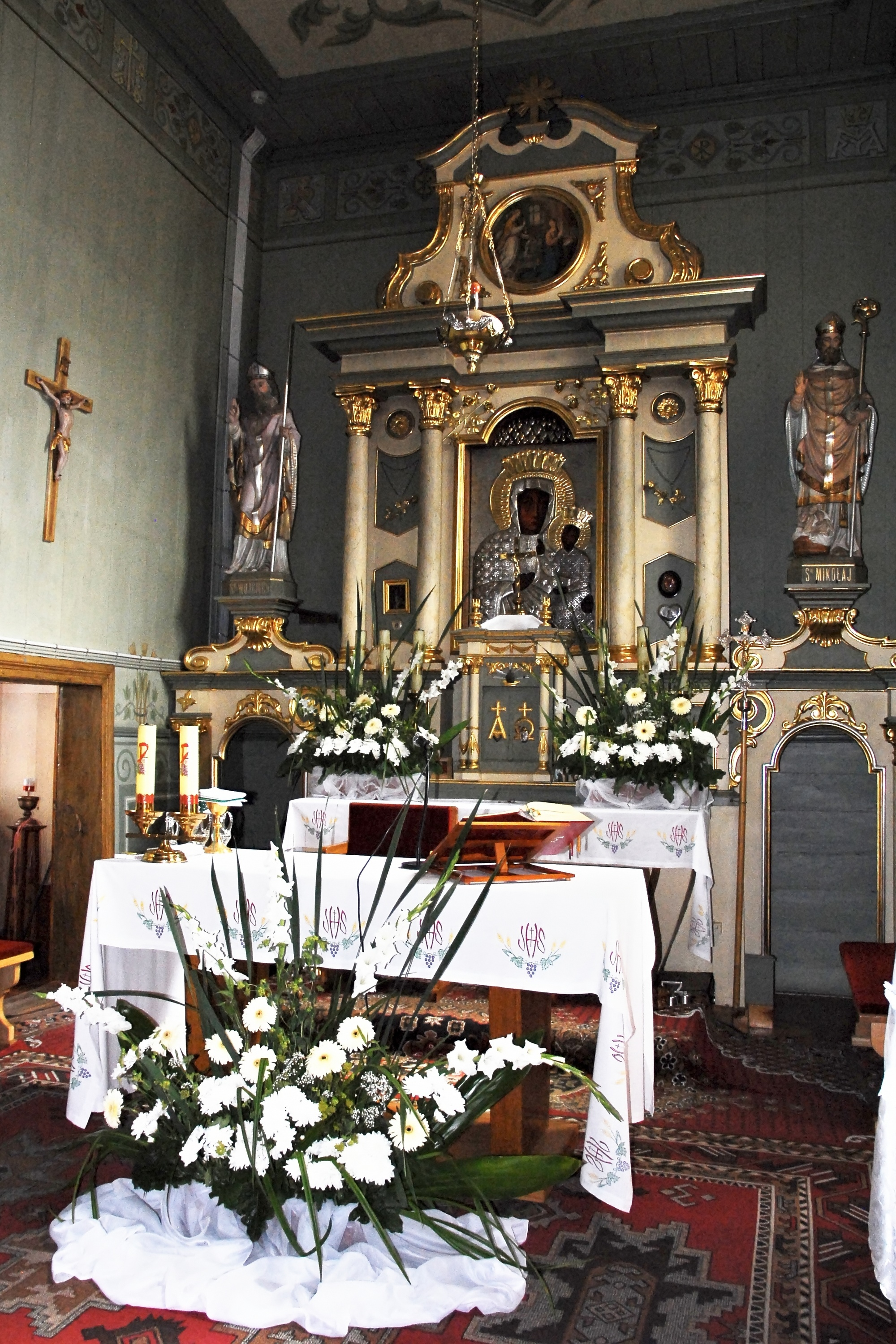
Ołtarz
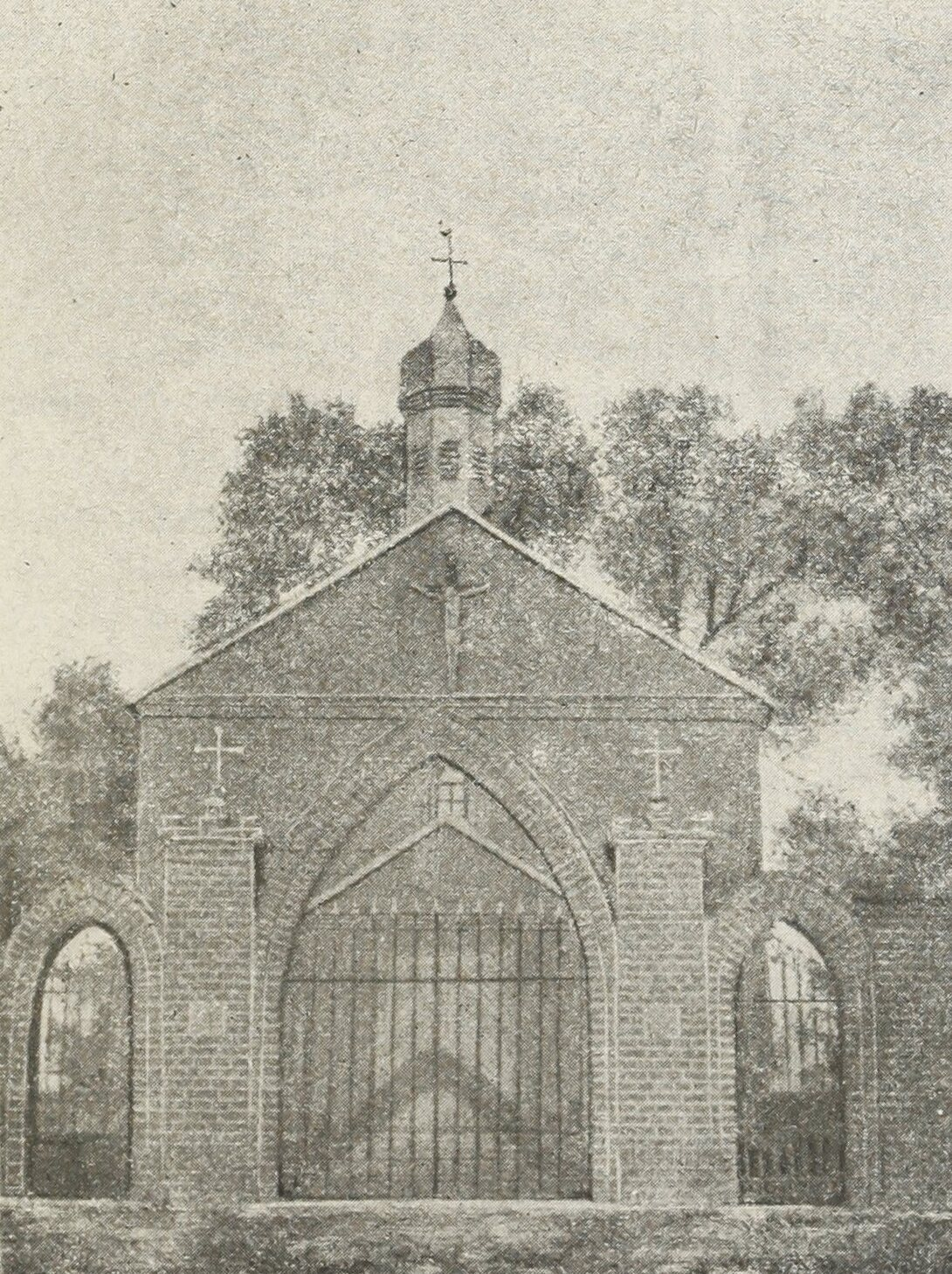
Widok kościoła przed 1909